# Stångrodd
Stångrodd är en styrkelyftsövning och kan också räknas med som en av basövningarna.

## Teknik
Stångrodd börjar med stången på marken. Man böjer sig framåt med rak rygg för att sedan ta ett grepp med handflatorna neråt mot marken. Stången dras upp mot undre bröstet medan överkropp hålls horisontalt.